# Michael V. Gazzo
Michael Vincenzo Gazzo (født 5. april 1923, død 14. februar 1995) var en amerikansk dramatiker, der senere i livet blev film- og tv-skuespiller. Han blev nomineret til en Oscar for bedste mandlige birolle sin præstation i The Godfather Part II (1974).